# Japonolirion osense
Japonolirion osense – gatunek rzadkich roślin z monotypowego rodzaju Japonolirion z rodziny Petrosaviaceae, występujący w północnej i środkowo-północnej Japonii (wyspy Honsiu i Hokkaido).

## Morfologia
KłączeKrótkie, płożące, o średnicy około 2 mm, pokryte zredukowanymi, błoniastymi łuskami.
LiścieLiście skupione w rozetę, nagie, delikatne, równowąskie, o długości 5–15 cm i szerokości 2–4 mm.
KwiatyKwiaty małe, zielonkawe, osadzone na krótkich szypułkach, pozbawione podkwiatków, 6-pręcikowe, 3-słupkowe, zebrane w proste grono wyrastające na wzniesionym głąbiku o długości 10–30 cm. Przysadki łuskowate. Okwiat pojedynczy, 6-listkowy. Listki błoniaste, szeroko lancetowate, tępe. Pręciki o szydłowatych nitkach i jajowatych, dwukomorowych główkach, osadzonych u nasady, zwróconych doosiowo. Słupki zrośnięte z wyjątkiem wierzchołków, szyjki krótkie, skrzywione.
OwocePodługowato-jajowate torebki o długości 3 mm. Nasiona drobne, szerokoeliptyczne, z drobnym, prostym zarodkiem.

## Biologia i ekologia
RozwójWieloletnie geofity ryzomowe. Kwitną w lipcu i sierpniu.
SiedliskoPodmokłe łąki górskie i mokradła na skałach serpentynowych.

## Systematyka
W niektórych ujęciach (np. w systemie Takhtajana (2009) rodzaj wyodrębniany był w monotypową rodzinę Japonoliriaceae wskazywaną jako prawdopodobnie bazalną wśród jednoliściennych. W systemie APG IV (2016) rodzaj łączony jest z siostrzanym Petrosavia w rodzinę Petrosaviaceae tworzącą monotypowy rząd Petrosaviales, o pozycji bliskiej bazalnej, jednak poprzedzony starszymi liniami rozwojowymi obejmującymi rzędy tatarakowców Acorales i żabieńcowców Alismatales.